# Terellia nigronota
Terellia nigronota
 es una especie de insecto del género Terellia de la familia Tephritidae del orden Diptera. Valery Korneyev la describió en 1985. Se encuentra en Rusia, Georgia y Armenia.